# Ácido risedrónico
El ácido risedrónico o risedronato es un medicamento que se utiliza para reducir el riesgo de fracturas en los pacientes afectos de osteoporosis posmenopáusica. También está indicado en el tratamiento de la enfermedad de Paget. Su utilización ha sido aprobada por las principales agencias del medicamento a nivel mundial, como la FDA en Estados Unidos y la EMEA en Europa. Pertenece al grupo farmacológico de los bifosfonatos, por lo que está emparentado con otros fármacos de esta familia, como el ácido alendrónico, el ácido ibandrónico y el ácido zoledrónico.

## Mecanismo de acción
Actúa inhibiendo la actividad de las células destructoras de hueso u osteoclastos, por lo que favorece la formación de hueso nuevo y el aumento de la masa ósea, haciendo más improbable la aparición de fracturas.

## Posología y vía de administración
Se emplea a una dosis de 5 mg una vez al día, o 35 mg una vez a la semana, por vía oral en el tratamiento de la osteoporosis. En la enfermedad de Paget se utilizan dosis más altas, de 30 mg una vez al día por vía oral.  Se recomienda tomar el fármaco antes del desayuno, al menos 30 minutos antes de la primera comida del día.  También puede administrarse entre comidas a la misma hora todos los días, con el estómago vacío y separado al menos 2 horas de la ingesta de otros alimentos, exceptuando el agua. Se debe evitar acostarse en los 30 minutos siguientes a la toma del medicamento.

## Efectos secundarios
La mayor parte de los efectos secundarios que se han observado con el empleo del ácido risedrónico son de carácter leve; los más habituales son la aparición de malestar gástrico y esofagitis, principalmente cuando no se respetan las normas de administración. En un número muy reducido de casos, sobre todo en pacientes que presentan algún tipo de cáncer, se ha detectado la aparición de una grave enfermedad que afecta al hueso maxilar y se denomina osteonecrosis del maxilar. Este efecto secundario es muy infrecuente, se desconoce la incidencia exacta, aunque se estima que es preciso tratar entre 10 000 y 100 000 pacientes durante un año para que se produzca un caso.